# Bầu cử ở Lào
Lào là quốc gia độc đảng bầu chọn cơ quan lập pháp trên toàn quốc và nhân dân địa phương cũng tham gia bầu trưởng thôn ở mỗi tỉnh thành. Quốc hội (Sapha Heng Xat) có 164 đại biểu, được bầu với nhiệm kỳ 5 năm. Theo hiến pháp nước này, các cuộc bầu cử đều được tiến hành theo nguyên tắc tập trung dân chủ và Đảng Nhân dân Cách mạng Lào đóng vai trò là "hạt nhân lãnh đạo" của hệ thống chính trị.. Cuộc bầu cử gần đây nhất được tổ chức vào ngày 21 tháng 2 năm 2021. Đảng Nhân dân Cách mạng Lào (LPRP) chiếm 158 ghế trong Quốc hội gồm 164 đại biểu trong khi sáu ghế còn lại thuộc về các đảng viên độc lập.

## Bầu cử gần đây nhất
|                             |                             |           |       |     |     |
| Đảng                        | Đảng                        | Phiếu bầu | %     | Ghế | +/– |
|                             | Đảng Nhân dân Cách mạng Lào |           |       | 158 | +14 |
|                             | Độc lập                     |           |       | 6   | +1  |
| Tổng cộng                   | Tổng cộng                   |           |       | 164 | +6  |
|                             |                             |           |       |     |     |
| Tổng cộng phiếu bầu         | Tổng cộng phiếu bầu         | 3.973.017 | –     |     |     |
| Cử tri phiếu bầu đã đăng ký | Cử tri phiếu bầu đã đăng ký | 4.053.151 | 98.02 |     |     |
| Nguồn: IPU, Vientiane Times |                             |           |       |     |     |